# Горно Фалише
Горно Фалише или Горно Фалище (на македонска литературна норма: Горно Фалише) историческо е село в Република Македония, в Община Тетово.

## География
Селот е било разположено в областта Долни Полог, от лявата страна на Вардар, западно от Стенче и източно от Теново. От селото няма никакви останали постройки, освен църквата, която се управлява от хора от Стенче.

## История
Според академик Иван Дуриданов етимологията на името е от първоначален патроним -ишти *Хвалишти от личното име *Хвал-.
Селото се споменава през XV век под името Горно Хвалища. През 1461 или 1462 г. се споменава за пътя, който преминава от Горно Фалише за Пиргос.
Васил Кънчов пише в 1900 година („Македония. Етнография и статистика“):
| „ | Село Горно Фалище до къмъ 1860 год. е броило 30 кѫщи български; сега е пусто. | “ |

Последните жители на Горно Фалише се преселват в съседното село Радиовце. Землището на Горно Фалише е присъединено към това на Стенче.